# Cantón de Cruzy-le-Châtel
El cantón de Cruzy-le-Châtel era una división administrativa francesa, que estaba situada en el departamento de Yonne y la región de Borgoña.

## Composición
El cantón estaba formado por dieciséis comunas:
- Arthonnay
- Baon
- Cruzy-le-Châtel
- Gigny
- Gland
- Mélisey
- Pimelles
- Quincerot
- Rugny
- Saint-Martin-sur-Armançon
- Sennevoy-le-Bas
- Sennevoy-le-Haut
- Tanlay
- Thorey
- Trichey
- Villon

## Supresión del cantón de Cruzy-le-Châtel
En aplicación del Decreto n.º 2014-156 de 13 de febrero de 2014, el cantón de Cruzy-le-Châtel fue suprimido el 22 de marzo de 2015 y sus 16 comunas pasaron a formar parte del nuevo cantón de Tonnerrois.